# Zedaka

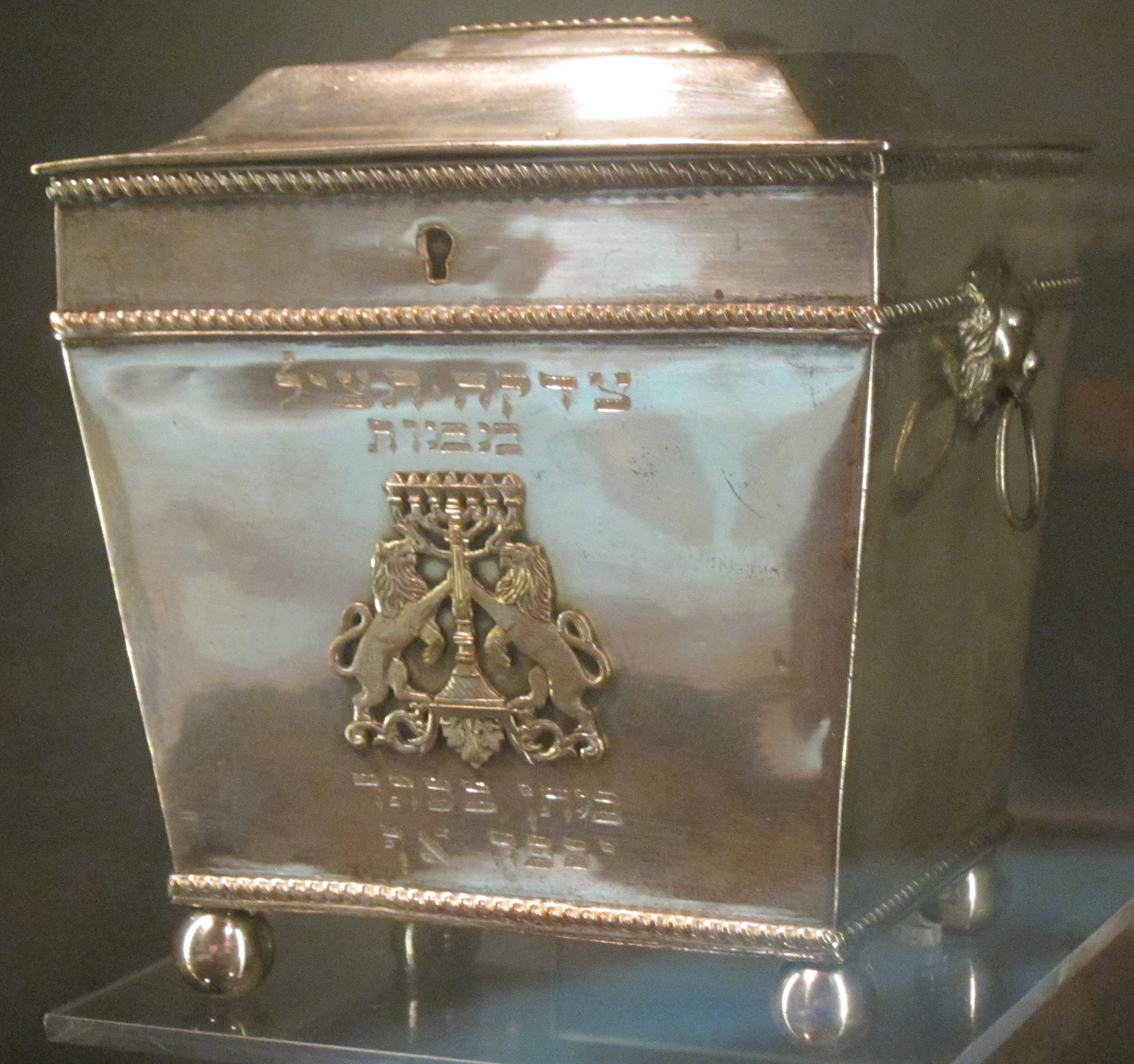
Zedaka-Box (Pushke), Charleston, 1820, Silber, National Museum of American Jewish History, Philadelphia.

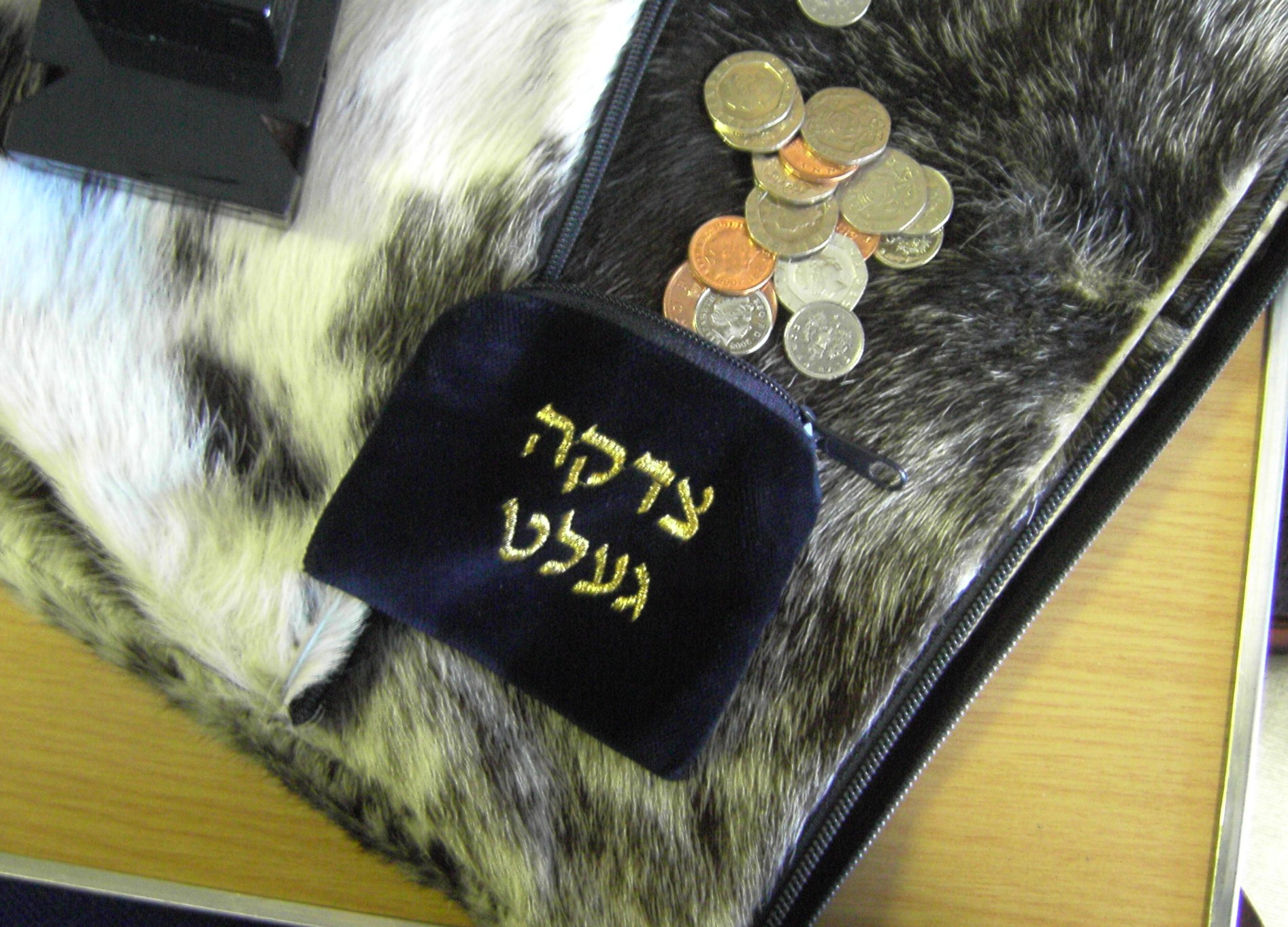
Zedaka-Beutel mit Aufschrift: Zedoko gelt (Jiddisch für „Zedaka-Geld“)

Die Zedaka (hebräisch צְדָקָה Zədaqah, deutsch ‚Wohltätigkeit‘ dem Sinne nach, vom Wortstamm für Gerechtigkeit abgeleitet) ist ein jüdisches Gebot (eine Mitzwa) der Wohltätigkeit. Jüdische Männer und Frauen sind ihr gleichermaßen verpflichtet.

## Inhalt
Nach Maimonides gibt es acht Stufen der Zedaka:
1. Höchste Stufe: Dem Bedürftigen die Möglichkeit zu geben, sich selbständig zu ernähren (Hilfe zur Selbsthilfe).
2. Wohltätig sein in einer Weise, dass der Spender und der Bedürftige nicht voneinander wissen.
3. Der Wohltäter weiß, wem er gibt, aber der Arme erfährt nicht von der Identität des Spenders.
4. Der Gebende kennt nicht die Identität des Bedürftigen, aber dieser kennt den Spender.
5. Geben, bevor man gebeten wird.
6. Geben, nachdem man gebeten wird.
7. Zwar nicht ausreichend, aber mit Freundlichkeit geben.
8. Mit Unfreundlichkeit geben.[1]

## Wortherkunft
Zedaka leitet sich vom hebräischen Wort für Gerechtigkeit ab. Meist wird Zedaka jedoch mit Wohltätigkeit (bzw. englisch Charity) übersetzt. Das hebräische Wort für Wohltätigkeit ist חֶסֶד Chessed. Inhaltlich besteht ein Gegensatz zwischen Chessed, Wohltätigkeit und Zedaka, welches sich in die deutsche Sprache schwerlich übersetzen lässt und für welches es kein entsprechendes Wort gibt.

## Begriffsbedeutung
Das Konzept Zedaka bedeutet, dass Juden verpflichtet sind, von dem zu geben, was Gott ihnen anvertraut hat, um es zu teilen und die Welt zu heilen. So ist es auch dem ärmsten jüdischen erwachsenen Almosenempfänger noch auferlegt, von dem, was er bekommen hat und besitzt, ein weniges abzugeben. Lediglich Nothilfen und Hilfen für die Abwehr von Tod und Krankheit sind hiervon ausgenommen. Gemäß dem Grundsatz „Maß für Maß“, welcher vom in christlicher Tradition oft missverstandenem Torawort „Auge für Auge“, abgeleitet wird, sind Juden verpflichtet, dem Nebenmenschen zu geben, dem sie nichts schuldig sind, wie sie von Gott anvertraut bekommen, obwohl Gott ihnen nichts schuldet. Das Konzept Zedaka gründet so in der Verantwortung jedes Juden, die aus Israels mit Gott geknüpften Bund (deutsch etwa „Vertrag“) resultiert. Zedaka ist insofern keine Tugend, sondern Pflicht, keine persönliche Auszeichnung, sondern nur recht und billig, nicht Generosität, sondern Tikkun Olam. Zedaka geht in seiner Bedeutung ersichtlich über die Bedeutung des deutschen Wortes Wohltätigkeit, die sporadisch und unverpflichtend geschieht, ja geradezu als generöse, auszeichnende Tugend gilt, welche einen Menschen auszeichnet, hinaus. Zedaka ist Teil des Judentums. Judentum ist kein Glaube, der das herausstehende Merkmal des Christentums ist, sondern eher eine Praxis bzw. soziales Handeln, die dem göttlichen Gebot, Zedaka zu tun, unterliegt.

## Geschichte des Jüdischen Frauenbundes
Zedaka-Almosen hatten neben der Hilfe an die Notleidenden auch die Wirkung, armutsbedingter Kriminalität entgegenzustehen. Juden organisierten später auch in den Ghettos Hilfe für Bedürftige. Es ging dabei um häufig von Frauen organisierte Aktionen, die als die Anfänge der modernen Sozialarbeit betrachtet werden können.
Im 16. Jahrhundert entstanden allmählich jüdische Organisationen, die Hilfe bei Begräbnissen (Chewra Kadischa) oder Hochzeiten anboten. In der zweiten Hälfte des 19. Jahrhunderts wurden dann stets mehr Hilfeorganisationen von Frauen gegründet. Meistens waren es bürgerliche Frauen, die ihre Tätigkeit mit dem Zedakagebot begründeten. Einige Frauen kritisierten die unprofessionelle Wohltätigkeit und suchten nach Alternativen der sozialen Hilfe. Eine dieser Reaktionen war die Gründung des jüdischen Frauenbundes (JFB) und der Zentralwohlfahrtsstelle der Juden in Deutschland.

## Galerie

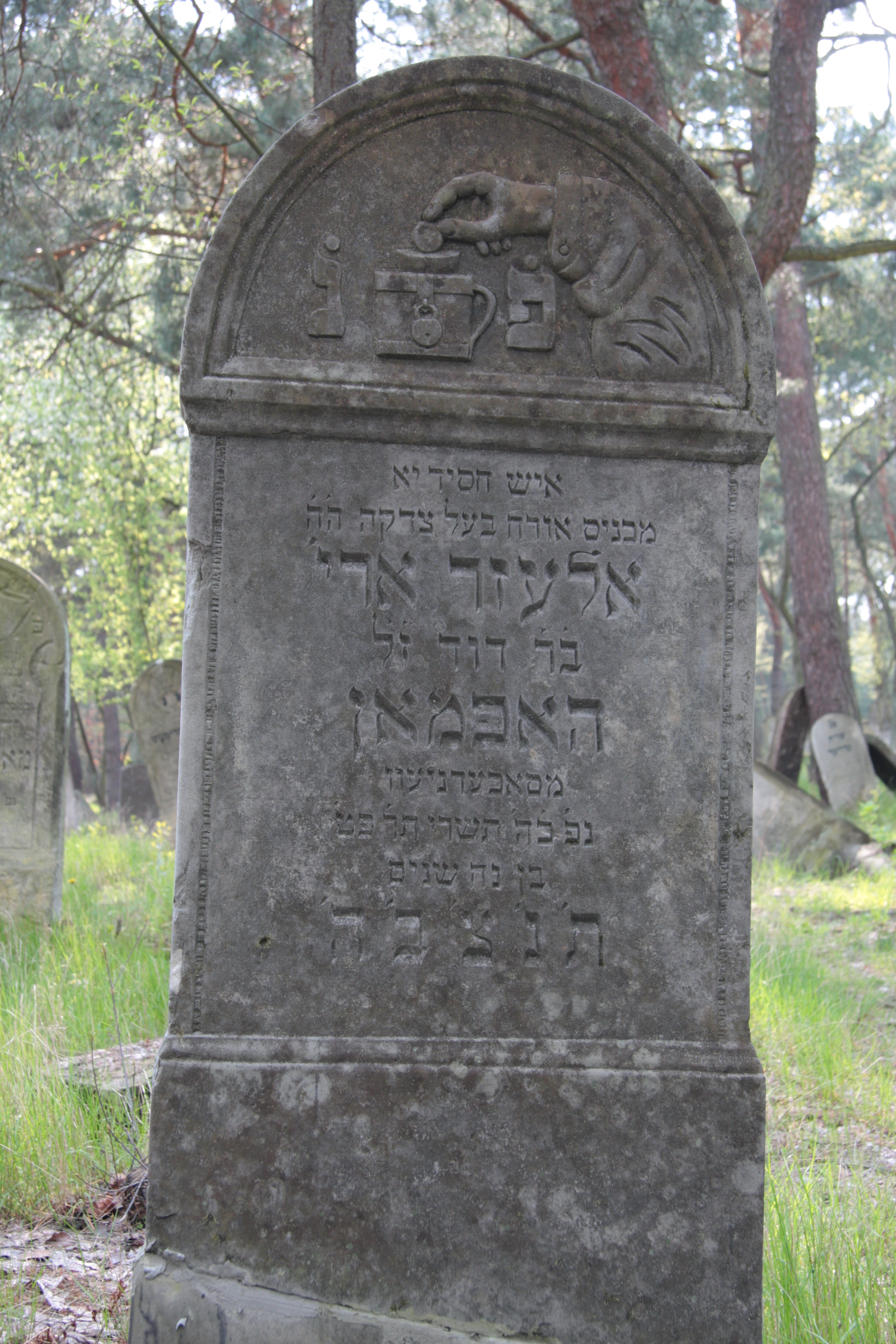
Zedaka-Box auf jüdischem Grabstein (Eliezer Ari). Jüdischer Friedhof Otwock, Polen.
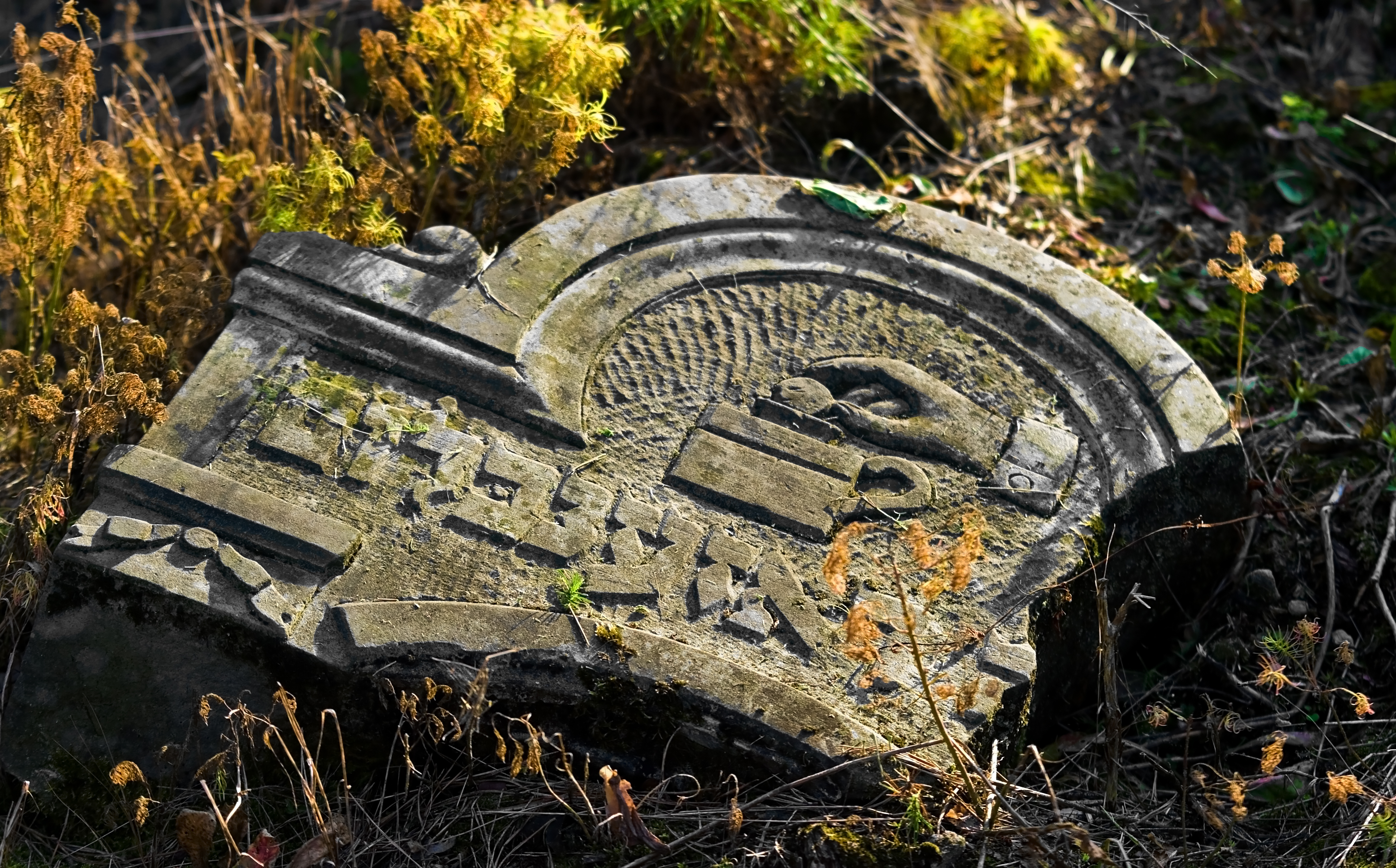
Zedaka-Box auf jüdischem Grabstein. Jüdischer Friedhof Otwock, Polen.
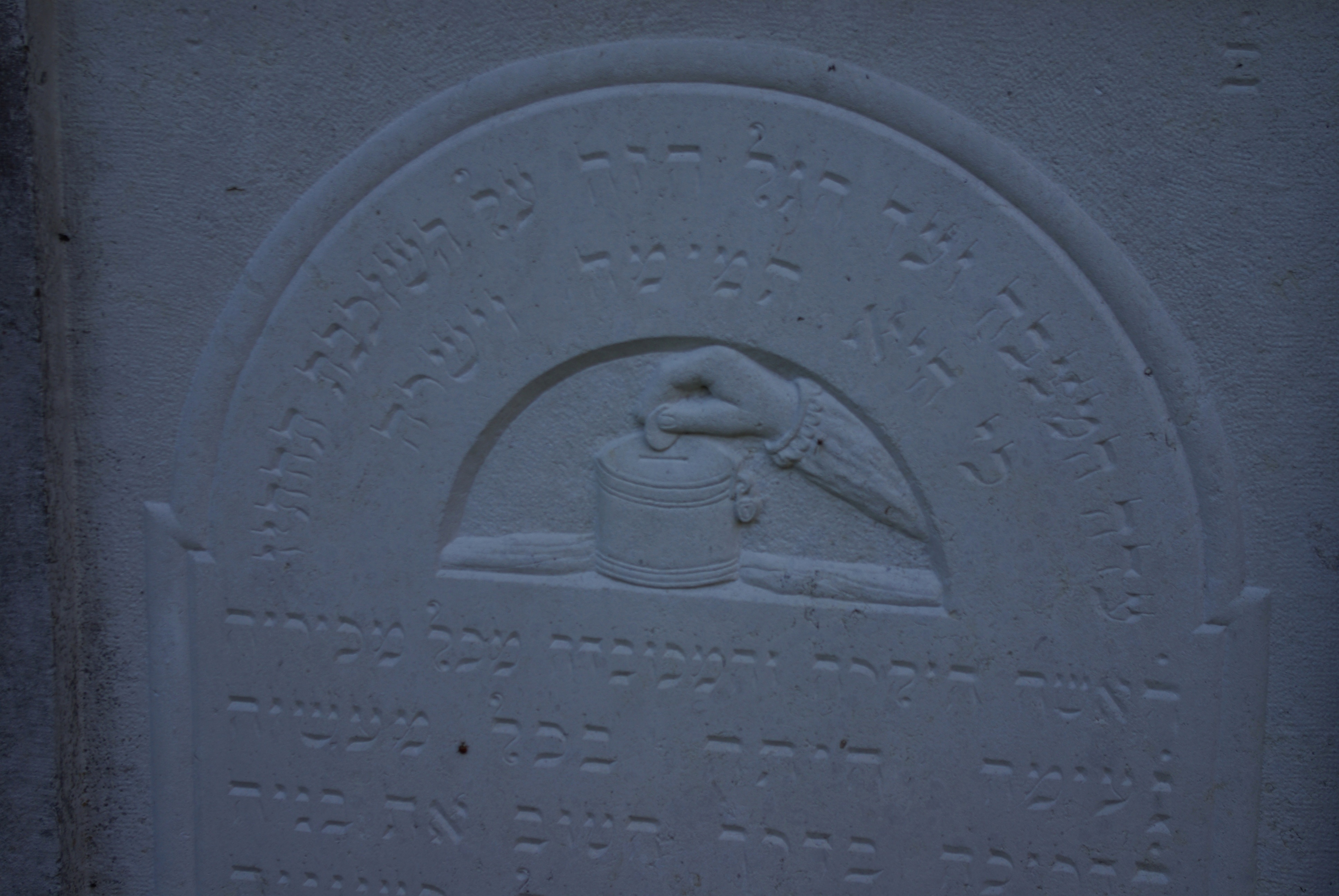
Zedaka-Box auf jüdischem Grabstein. Jüdischer Friedhof (Pappenheim).
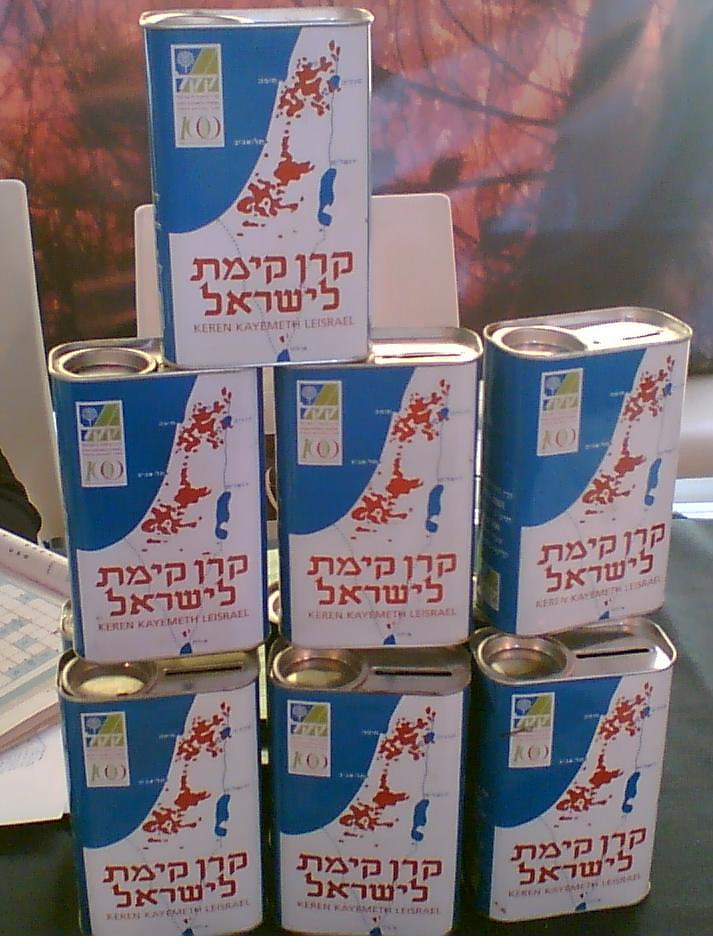
JNF-Sammelbox (Pushke). Die blaue Box des Jüdischen Nationalfonds, welcher in den frühen Jahren Gaben für den Aufbau der jüdischen Heimstatt in Israel sammelte.
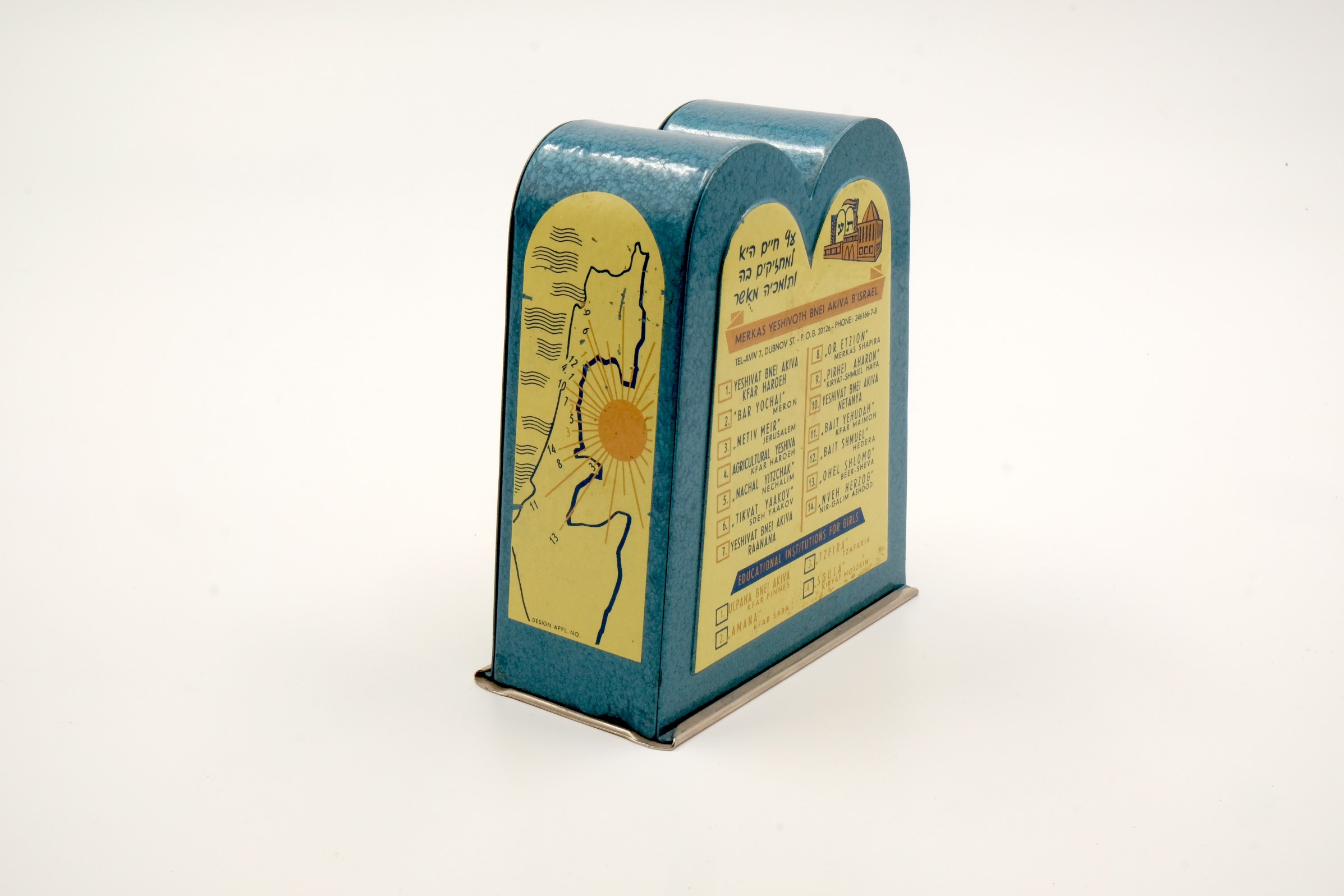
Spendenbüchse des Merkas Jeschiwot Bnei Akiva B'Israel, 1960–70er, Tel Aviv, in der Sammlung des Jüdischen Museums der Schweiz.